# قصر سرت
قصر سرت هو قصرٌ (قريةٌ محصنة) في المغرب، يقعُ في منطقة تامكروت. بني هذا القصر بتقنية التربة المدكوكة، حيثُ استعمل فيه الطين. تبلغ مساحته 1.72 هكتار.